# ウッドランズ・チェックポイント
ウッドランズ・チェックポイント（Woodlands Checkpoint）は、シンガポールのウッドランズにあるシンガポールとマレーシアとの国境検問所。

## 概要
シンガポールの北部にあるウッドランズ地区の北端に設置されている。西側で隣接しているウッドランズ・トレイン・チェックポイントを含む国境検問所で、列車の乗客の出入国手続きと車やバイク等で国境を越える人の手続きをする役目を担っている。マレーシアとシンガポールの国境であるジョホール海峡の南側に位置している。